# Tallaperla maiyae
Tallaperla maiyae is een steenvlieg uit de familie Peltoperlidae. De wetenschappelijke naam van de soort is voor het eerst geldig gepubliceerd in 2007 door Kondratieff, Kirchner & Zuellig.